# Cròc
Cròc (en francès Crocq) és una comuna (municipi) de França, a la regió de la Nova Aquitània, departament de la Cruesa. És la capçalera del cantó del seu nom, encara que la major població és Merinchal. La seva població al cens de 1999 era de 546 habitants. Està integrada a la Communauté de communes du Haut Pays Marchois.

## Demografia
| 1968 | 1975 | 1982 | 1990 | 1999 |
| ---- | ---- | ---- | ---- | ---- |
| 746  | 844  | 834  | 674  | 546  |

## Administració
| Període   | Identitat           | Partit |
| --------- | ------------------- | ------ |
| 1996-2001 | Jean-Marie Battut   |        |
| 2001-2008 | Pierre Persignat    |        |
| 2008-     | Jacques Longchambon | PS     |